# Joshua Lange

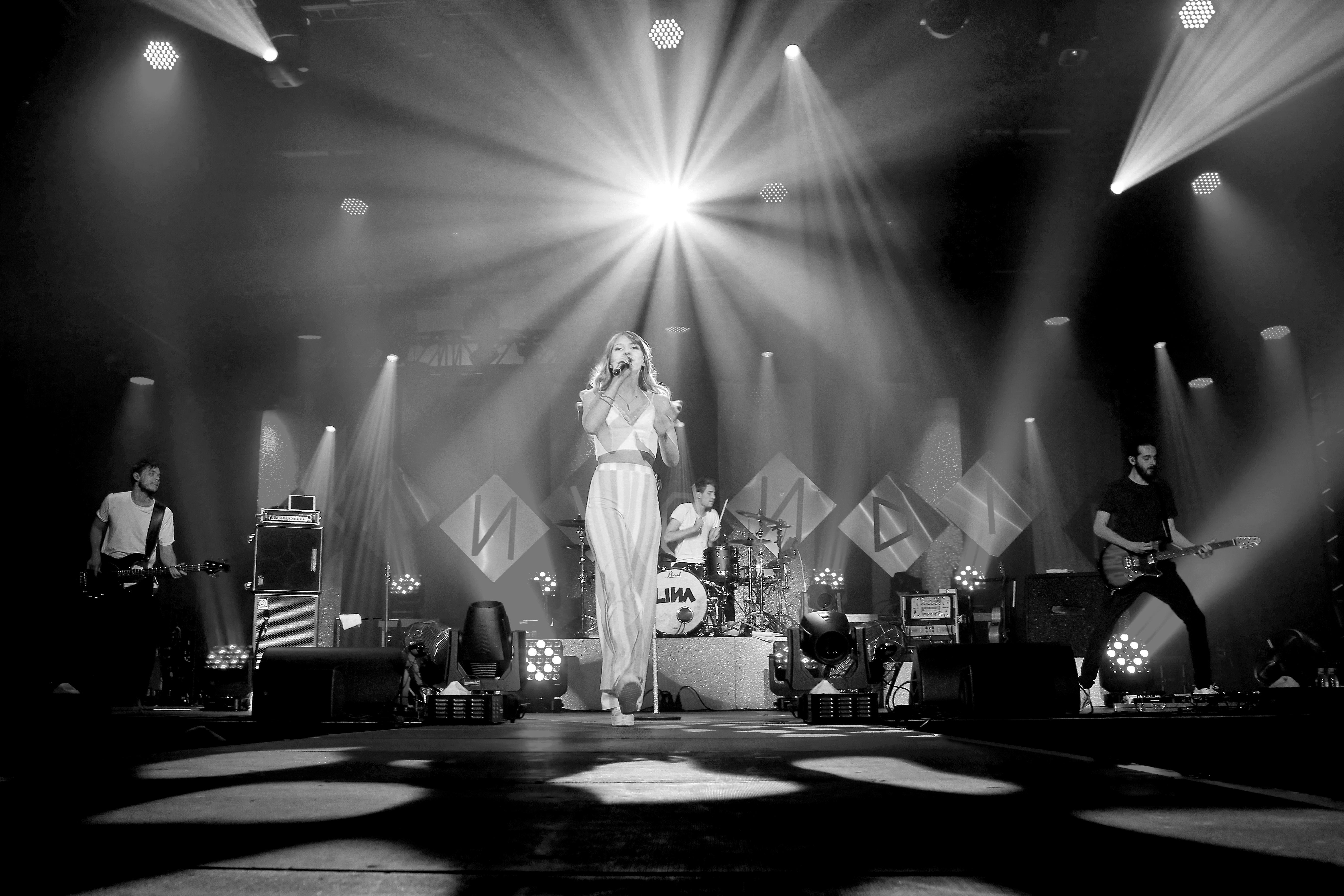
Joshua Lange (rechts im Bild) auf der Bühne mit LINA

Joshua Lange (* 11. Juli 1994 in Berlin) ist ein deutscher Produzent, Komponist und Musiker.
Er arbeitet häufig mit dem Produzententeam Peter Plate und Ulf Leo Sommer (Rosenstolz) zusammen und gründete 2019 mit ihnen das Label Milch Musik.
Auf der Bühne ist er unterwegs als Gitarrist in der Band von Lina Larissa Strahl.

## Leben
Geboren und aufgewachsen in Berlin, absolvierte Joshua Lange 2013 sein Abitur am Paul-Natorp-Gymnasium. Danach verließ er seine Heimatstadt und begann 2014 ein Studium an der Hochschule für Musik, Theater und Medien Hannover im Studiengang Popular Music.
In den Jahren 2015 und 2016 nahm er an dem Eventim Popkurs in Hamburg unter der Leitung von Peter Weihe und Anselm Kluge teil.

## Diskografie (Auswahl)

### Soundtracks
| Jahr | Titel                           | Höchstplatzierung, Gesamtwochen, AuszeichnungChartplatzierungen (Jahr, Titel, Platzierungen, Wochen, Auszeichnungen, Anmerkungen) | Höchstplatzierung, Gesamtwochen, AuszeichnungChartplatzierungen (Jahr, Titel, Platzierungen, Wochen, Auszeichnungen, Anmerkungen) | Höchstplatzierung, Gesamtwochen, AuszeichnungChartplatzierungen (Jahr, Titel, Platzierungen, Wochen, Auszeichnungen, Anmerkungen) | Anmerkungen                                                           |
| Jahr | Titel                           | DE | AT | CH | Anmerkungen                                                           |
| ---- | ------------------------------- | --- | --- | --- | --------------------------------------------------------------------- |
| 2022 | Bibi & Tina – Einfach anders    | DE22 (9 Wo.)DE | AT27 (6 Wo.)AT | — | Erstveröffentlichung: 8. Juli 2022 mit Peter Plate & Ulf Leo Sommer   |
| 2023 | Romeo & Julia – Liebe ist alles | DE62 (1 Wo.)DE | — | — | Erstveröffentlichung: 10. März 2023 mit Peter Plate & Ulf Leo Sommer  |
| 2024 | Ku’damm 59 – Das Musical        | DE36 (1 Wo.)DE | — | — | Erstveröffentlichung: 12. April 2024 mit Peter Plate & Ulf Leo Sommer |

### Weitere Veröffentlichungen
- 2021: Titelsong für Hörspielreihe Kira Kolumna (mit Peter Plate & Ulf Leo Sommer)[9]

### Autorenbeteiligungen und Produktionen
- 2021: Lucy Diakovska & Marcella Rockefeller – Liebe ist alles (Autor/Produzent)[10]
- 2022: Peter Plate & Ulf Leo Sommer feat. Madeline Juno – Ein besserer Mensch (Produzent)

## Auszeichnungen
- 2022: Deutscher Musical Theater Preis für Ku’damm 56 – Das Musical in den Kategorien „Bestes Musical“ und „Beste Komposition“[11]